# Château de Montpensier (Puy-de-Dôme)
Pour les articles homonymes, voir Château de Montpensier.
Le château de Montpensier est un ancien château situé dans l'actuelle commune de Montpensier, dans le département du Puy-de-Dôme en Auvergne (France). Il était le centre du comté puis duché de Montpensier.

## Histoire
Dès le XIe siècle, le château de Montpensier est évoqué comme forteresse du Mons Pancherii (littéralement Mont de la Panse, en raison de la forme de la butte). Le 8 novembre 1226, le roi Louis VIII y meurt des suites de fortes fièvres lors de son retour de la croisade contre les Albigeois.
Pendant de la guerre de Cent Ans, le château de Montpensier occupe alors une position stratégique qui lui vaut d'être conquis tour à tour par les Anglais, des routiers et les troupes royales. Le cardinal de Richelieu ordonne la destruction de la forteresse vieillissante en 1633.

### Sources et bibliographie
- Chronique de Guillaume de Nangis/Règne de Louis VIII (Édition J.-L.-J. Brière, Paris, 1825)
- L'Auvergne de Louis Bréhier (1912)
- Table d'orientation de la butte de Montpensier.